# دانيلو ميدينا
دانيلو ميدينا سانشيز (بالإسبانية: Danilo Medina)‏ (من مواليد 10 نوفمبر 1951) هو سياسي الدومينيكان ورئيس جمهورية الدومينيكان السابق منذ عام 2012.
دانيلو ميدينا شغل سابقا منصب وزير الخارجية الدومينيكان إلى رئيس 1996-1999 و2004-2006، وعضو في حزب التحرير الدومينيكان. فاز في الانتخابات الرئاسية مايو 2012 الدومينيكية، وهزيمة هيبوليتو ميخيا دومينيجيز مع 51٪ من الاصوات.

## روابط خارجية
- دانيلو ميدينا على موقع الموسوعة البريطانية (الإنجليزية)
- دانيلو ميدينا على موقع مونزينجر (الألمانية)